# Justin Wrobleski
Justin Michael Wrobleski (14 de julio de 2000, Hoffman Estates, Illinois) es un lanzador de béisbol profesional estadounidense para Los Angeles Dodgers de las Grandes Ligas de Béisbol (MLB). Hizo su debut en la MLB en 2024.

## Carrera
Fue seleccionado de la una décimo ronda de la draft de la MLB de 2021. El 7 de julio de 2024, hizo su debut con Los Angeles Dodgers de las Grandes Ligas de Béisbol (MLB).